# Diadeemtapaculo
De diadeemtapaculo (Scytalopus schulenbergi) is een zangvogel uit de familie Rhinocryptidae (tapaculo's). Deze vogel is genoemd naar de Amerikaanse ornitholoog Thomas S. Schulenberg.

## Verspreiding en leefgebied
Deze soort komt voor van zuidoostelijk Peru tot centraal Bolivia.

## Status
De grootte van de populatie is niet gekwantificeerd maar de soort wordt omschreven als schaars tot vrij algemeen. Op de Rode lijst van de IUCN heeft deze soort de status niet bedreigd.